# 普拉洛尼昂-拉瓦努瓦斯
普拉洛尼昂-拉瓦努瓦斯（法語：Pralognan-la-Vanoise，法語發音：[pʁalɔɲɑ̃ la vanwaz]）是法国萨瓦省的一个市镇，属于阿尔贝维尔区。

## 地理
普拉洛尼昂-拉瓦努瓦斯（45°22'53"N, 6°43'17"E）面积88.57 平方千米，位于法国奥弗涅-罗讷-阿尔卑斯大区萨瓦省，该省份为法国东部省份，历史上为薩伏依的一部分，北起上萨瓦省，西接伊泽尔省和安省，南部和东部与上阿尔卑斯省和意大利接壤。
与普拉洛尼昂-拉瓦努瓦斯接壤的市镇（或旧市镇、城区）包括：莱萨吕、欧苏瓦、瓦努瓦斯地区尚帕尼、莫達訥、普拉奈、维拉罗丹-布尔歇、库尔舍韦勒、瓦勒瑟尼。
普拉洛尼昂-拉瓦努瓦斯的时区为UTC+01:00、UTC+02:00（夏令时）。

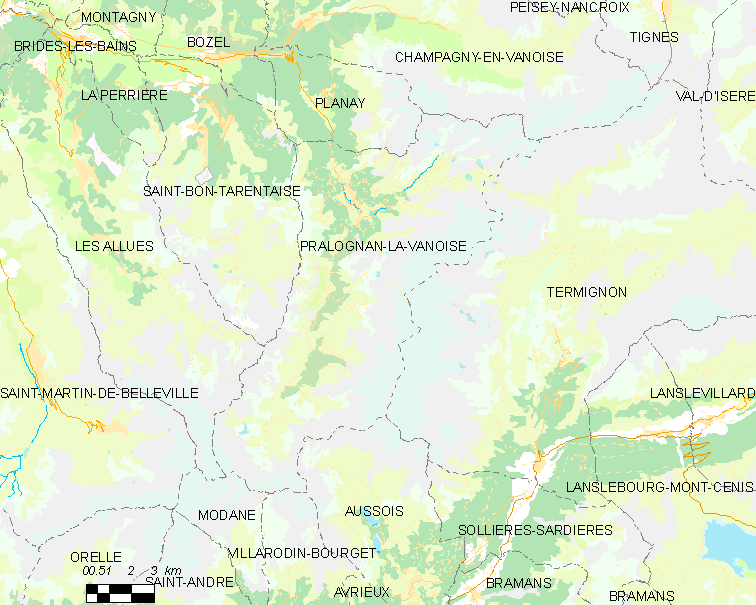
普拉洛尼昂-拉瓦努瓦斯的OSM定位图

## 行政
普拉洛尼昂-拉瓦努瓦斯的邮政编码为73710，INSEE市镇编码为73206。

## 政治
普拉洛尼昂-拉瓦努瓦斯所属的省级选区为穆捷县。

## 人口
普拉洛尼昂-拉瓦努瓦斯于2022年1月1日时的人口数量为700人。

1962-2008年间普拉洛尼昂-拉瓦努瓦斯人口变化图示